# Canoparmelia rupicola
Canoparmelia rupicola är en lavart som först beskrevs av Lynge, och fick sitt nu gällande namn av Elix. Canoparmelia rupicola ingår i släktet Canoparmelia och familjen Parmeliaceae.   Inga underarter finns listade i Catalogue of Life.